# Gulfstream G500
Ne pas confondre le Gulfstream G500 de 2002 avec le Gulfstream G500 de 2014.
Dimensions
Les Gulfstream G500 et G550, noms marketing du Gulfstream V-SP, sont des avions d’affaires fabriqués par la division Gulfstream Aerospace de General Dynamics, située à Savannah, Géorgie. Le V-SP est une évolution du Gulfstream V.

## Gulfstream G500
Le G500, variante du Gulfstream V fut lancé en 2002 et certifié par la FAA (Autorité Fédérale de l’Aviation) en 2003. Il entra en service en 2004. D'autonomie plus faible que le G550, il en partage l’aspect extérieur, de même que le cockpit. Cependant, le G500 ne dispose pas de système de vision en vol améliorée (EFVS) en série, mais le propose en option. La capacité des réservoirs de carburant est moindre que celle du G550 et ne permet qu’une autonomie de 5 800 milles nautiques.

### Spécifications
Caractéristiques générales:
- Équipage: 1-2 pilotes, 0-2 stewards/hôtesses
- Capacité: 14-19 passagers
- Longueur: 29,4 m
- Envergure: 28,5 m
- Hauteur: 7,9 m
- Poids à vide: 21,773 t
- Poids maximal: 24,721 t
- Poids utile: 2,948 t
- Poids maximal au décollage: 38,601 t
- Réacteurs: G550: 2 Rolls-Royce BR710 turbofan de 68,4kN de poussée chacun, G500 2 Pratt & Whitney Canada PW800 de 66.75 kN de poussée chacun.
- Poids maximal de carburant: 15,966 t
- Longueur de la cabine: 15,3 m
- Hauteur de la cabine: 1,88 m
- Largeur de la cabine: 2,24 m
- Volume de la cabine: 47,3 m3
- Volume des compartiments à bagages: 6,4 m3

## Gulfstream G550
Le Gulfstream G550 est une version améliorée du G-V SP. Le programme est lancé en 2000 et le premier G550 vole en 2003. Plus de 600 exemplaires sont produits, le dernier étant livré le 30 juin 2021,.
Il arriva sur le marché en 2006[réf. nécessaire] en apportant des performances en progression. Son autonomie est de 12 501 km (6 750 milles nautiques), principalement grâce à des améliorations aérodynamiques réduisant la traînée. Construit dans une usine de Tel-Aviv en Israël avant d'être convoyé à Dallas (Texas) pour les finitions, le Gulfstream 550 est l’avion d’affaires avec la plus longue autonomie au monde (Le futur G650 le surpassera néanmoins avec près de 13 000 km). Cet appareil dispose d’un cockpit « Planeview » (c'est-à-dire équipé de quatre moniteurs Honeywell 21 EFIS), d’un EFVS (système de vision en vol améliorée) et d’une caméra infrarouge qui projette l’image de la vue avant sur un  collimateur tête-haute. L’EVS permet à l’avion de se poser par temps de  visibilité inférieure aux autres appareils.
Sa masse maximale au décollage est de 41,3 t, il emporte 18,6 t de carburant.
Le G550, à l’image des jets d’affaires Gulfstream, offre une vaste cabine de 1,82 m de haut, 2,13 m de large et 13,14 m de long, qui peut accueillir jusqu’à 19 passagers. L’avion est propulsé par deux moteurs Rolls-Royce BR710 de 15 385 livres de poussée.
Cet avion se distingue du Gulfstream-V par un septième hublot passager des deux côtés de la carlingue, et par la valve d’échappement carrée sur le côté droit de l’appareil. Sur le Gulfstream V, cette valve est ronde.
Son prix avoisine les 50 millions de dollars, l'acteur Will Smith, le réalisateur Michael Bay, le rappeur Future et un milliardaire russe dénommé Valery Korotkov en possèdent un[réf. nécessaire]. L’US Navy dispose de quatre G550 (dénommé C-37B) utilisés pour les transports VIP.
Le Gulfstream G550 est en concurrence directe avec le Falcon 7X affaires, le Boeing Business Jet et le Bombardier Global Express.

## Versions militaires
C-37B : Version de transport et de liaison utilisée par les forces armées américaines.
EC-37B (Banshee) Compass Call : version de guerre électronique destinée aux missions C3CM [Command, Control and Communications CounterMeasures] afin de lui permettre de brouiller, les radars, les communications par radio ainsi que les transmissions de données. En test depuis 2021 par l'USAF, le premier est entré en service actif le 17 août 2024. Ils remplacent les EC-130H Compass Call en fin de vie. Dix exemplaires prévus pour les États-Unis et deux pour l'Italie.
Dans le cadre du programme P-MMMS [Piattaforma Multi-Missione, Multi-Sensor/Multi-Mission, Multi-Sensor Platform], l’Aeronautica Militare avait commencé en 2020 à se procurer dix Gulfstream G550 pour les convertir ultérieurement pour des missions d’alerte avancée et de guerre électronique.
Deux de ces G550 ont d’ores et déjà été transformés en système de détection et de commandement aéroporté [G550 CAEW], grâce à l’intégration du radar EL/W-2085 fourni par Israel Aerospace Industries (IAI).
Puis deux autres appareils ont été portés au standard AISREW [Airborne Intelligence, Surveillance, Reconnaissance, and Electronic Warfare], après avoir été équipés d’une boule optronique MX-20HD, de systèmes de communication sécurisés, d’un dispositif d’alerte pour les missiles, d’une charge Renseignement d'origine électromagnétique (sigle ROEM), fournie par L3 Harris, et d’un radar à antenne active [AESA] Osprey 50 développé par Leonardo.
En août 2022, IAI a de nouveau été notifié d’un contrat pour doter deux G550 italiens de capacités ROEM. Enfin, deux autres ont également été transformés en plateformes C4ISTAR, capables de collecter et de transmettre des données en temps réel.